# 樂元素
乐元素科技（北京）有限公司是位于北京市海淀区的一家游戏公司，创始人是王海宁。乐元素在上海、广州与京都等地分别拥有分部及工作室。